# Бахер, Вильгельм
Вильгельм Бахер (12 января 1850, Липтовски-Микулаш, Венгрия — 25 декабря 1913) — венгерский раввин и ориенталист-гебраист, профессор в Будапеште. Публиковался в периодических изданиях, посвящённых еврейской науке. Его огромные познания, ясный стиль и необычайная подвижность мысли в связи с редкой работоспособностью (750 изданных работ) сделали его имя популярным среди всех, кто интересовался еврейством и его прошлым.

## Биография
Сын еврейского писателя Симона Бахера (1823—1891). Обучался в элементарных училищах в Чуксане и родном городе, затем в старших классах евангелического лицея в Пресбурге (1863—1867), в то же время усердно изучая Талмуд и раввинскую письменность.
В 1867 году приступил к занятиям философией и восточными языками (под руководством Вамбери) в Будапештском университете и слушал лекции Самуила Брилля по Талмуду. В 1868 году Бахер перебрался в Бреславль, где продолжал заниматься философией и филологией в университете, а богословием в местной еврейской семинарии. Докторскую степень он получил в 1870 году в Лейпциге. Его диссертация «Nizami’s Leben and Werke und der zweite Theil des Nizamischen Alexanderbuches» вышла в 1871 году и через два года была переведена С. Робинсоном (S. Robinson) на английский язык. Впоследствии труд этот вошёл в состав серии «Persian poetry for English readers». В 1876 году Бахер удостоился раввинского диплома и вскоре за тем стал преемником умершего сегединского раввина Леопольда Лёва.
В 1877 году он вместе с М. Блохом и Д. Кауфманом был приглашён венгерским правительством на профессорскую кафедру в только что основанной раввинской семинарии в Будапеште. Бахеру выпала честь произнести торжественную речь при открытии этого учреждения, и с тех пор он уже не покидал этот университет, читая там библейскую экзегетику, еврейскую историю и некоторые другие отрасли еврейских знаний.
В 1878 году Бахер временно занимал пост военного раввина австро-венгерской армии с откомандированием в главную квартиру штаба армии, оккупировавшей Боснию. В 1885 году пештская община предложила Бахеру пост директора местной талмуд-торы, а за год до этого Бахер вместе с Иосифом Баночи основал еврейско-венгерский журнал «Magyar Zsidό Szemle», который они совместно издавали первые семь лет. Орган этот ещё долго оставался единственным еврейским в Венгрии.
В 1894 году Бахер принял участие в основании еврейско-венгерского литературного общества «Israelita Magyar Irodalmi Társulat» (IMIT), вице-председателем которого он стал в 1898 году Общество приступило к изданию нового перевода Библии на венгерский язык (это единственное полное издание всецело обязано своим выходом в свет инициативе евреев). Над этой работой Бахер трудится совместно с С. Крауссом и Т. Баночи. Первые пять ежегодников литературного общества Бахер издал при участии Ф. Мезея и Д. Баночи.

## Труды
Вильгельму Бахеру принадлежат 750 работ, среди них следующие труды:
- Muslicheddin Saadi’s Aphorismen und Sinngedichte zum ersten Male herausgegeben u. übersetzt, mit Beiträgen zur Biographie Saadi’s, 1879.
- Несколько материалов по истории персидской литературы, в Zeitsch. Deutsch. Morg. Ges.
- Kritische Untersuchungen zum Prophetentargum, там же, 1874.
- Erläuterungen zum Targum Hiobs und der Psalmen, в Monatsschrift, 1871—1872
- Abraham ibn Ezra’s Einleitung zu seinem Pentateuchcommentar etc., в Sitzungsber. der Kais. Akad. der Wissensch., 1876
- Die grammatische Terminologie des Jehuda b. David Hajjug, там же, 1882
- Die hebräisch-arabische Sprachvergleichung des Abul-walid Merwan ibn Ganach, там же, 1884
- Die hebräisch-neuhebräische Sprachvergleichung des Abulwalid, ib., 1885
- Die Agada der babylonischen Amoräer, Budapest, 1878
- Abraham ibn Ezra als Grammatiker, там же, 1881
- Leben und Werke des Abulwalid Merwan ibn Ganach u. die Quellen seiner Schrifterklärung, там же, 1885
- Aus der Schrifterklärung des Abulwalid Merwan, 1889
- Die Bibelexegese der jüdischen-Religionsphilosophen des Mittelalters vor Maimuni, 1892
- Die Bibelexegese Moses Maimunis, 1896
- Ein hebräisch-persisches Wörterbuch aus dem XIV Jahrhundert, 1900
- Die Agada der Tannaiten, 2 тома, 1882—1902
- Die Agada der palästinischen Amoräer, 3 тома, 1892—1899
- Kitab al-Luma (в Publications de l’École des Hautes Études, Paris, 1886; совместно с Деренбургом)
- Книга Иова в переводе Саадии (вошла в состав издания Деренбурга «Oeuvres complètes de R. Saadia», V т., Париж, 1900)
- Sefer Zikkaron Иосифа Кимхи (изд. общества Mekize Nirdamim, 1888)
- Sefer ha-Schoraschim, Wurzelwörterbuch der hebräischen Sprache von Abulwalid Merwan ibn Ganach…. (издание еврейского перевода большого словаря Абульвалида; Бахер исправил еврейский текст, сверив его с арабским оригиналом, причём дал сведения о всех библейских и прочих источниках книги; указания эти отсутствуют в издании Нейбауэра; труд был выпущен обществом «Mekize Nirdamim»).
- Свод разночтений комментария Ибн-Эзры к Пятикнижию (первоначально печатался в «Magazin» Берлинера, а затем, в 1894 году, вышел отдельно.
- Sefer Nachalath Jehoschuah, 2 тома, посмертное издание трудов талмудиста Космана Водянера (Kosman Wodianer; ум. 1830) с биографическим очерком на еврейском языке; в связи с этим трудом Бахер составил список корреспондентов Моисея Софера: Aus der ersten Hälfte unseres Jahrhunderts, 1893
- Schaar Schimeon, издание еврейских стихотворений отца Бахера (ум. 1891), с биографическим очерком на древнееврейском языке.
- Издание «Emendationes in plerosque S. Scripturae Vet. Test, libros» Греца (1892—1894)
- Die jüdische Bibelexegese vom Anfange des X bis zum Ende des XV Jahrhunderts (вошло первоначально в «Jüdische Litteratur» Wünsche-Winter’а).
- Die hebräische Sprachwissenschaft vom X bis zum XVI Jahrhundert, mit einem einleitenden Abschnitt über die Masora, 1892
- Die Anfänge der hebräischen Grammatik, Лейпциг, 1895
- Die älteste Terminologie der jüdischen Schriftauslegung, ein Wörterbuch der bibelexegetischen Kunstsprache der Tannaiten, Лейпциг, 1899
- Aus dem Wörterbuche Tanchum Jeruschalmis, 1903
- Die Agada der Tannaiten, Bd. I, 2 изд., 1903
- Die bibel- und traditionsexegetische Terminologie der Amoräer, 1905
- Zwei jüdisch-persische Dichter, Schahin und Imrani, 1907—1908
- Der Jerusalemische Talmud in den Traktaten חולי und נכורות (hebräisch), Hakedem, 1907
- Les juifs de Perse an XVII et XVIII siècles, Rev. èt. juiv., 1906
- Arab. Uebers. z. Buche Hiob von M. ibn-Chiquitilla, 1908.